# Claude Vinh San
Pour les articles homonymes, voir Vinh San.
Claude Vinh San, né le 8 avril 1934 à Saint-Denis de La Réunion et mort le 13 juillet 2016 dans la même ville, est un musicien français, auteur compositeur interprète et fondateur du Jazz Tropical.

## Biographie
Fils de Duy Tân, autrement connu comme « Prince Vinh San », il participe au renouveau du séga réunionnais à compter des années 1950.
Il meurt le 13 juillet 2016.

## Distinctions
- 2010 : Prix Sacem, catégorie hommage[3]

## Postérité
Depuis 2013, en partenariat avec le Conservatoire à rayonnement régional de La Réunion, un concours régional d’accordéon est organisé afin de promouvoir l’accordéon dans le département. Cinq trophées portant le nom des anciens accordéonistes ou chefs d'orchestre de l'île aujourd'hui disparus sont remis : le trophée Claude Vinh San dans la catégorie des moins de 10 ans, le trophée Jules Arlanda dans la catégorie des moins des moins des 15 ans, le trophée Loulou Pitou dans la catégorie des moins de 18 ans, le trophée René Audrain dans la catégorie « Musique d'Ensemble » (une catégorie qui associe l'accordéon avec d'autres intstruments), le trophée Marcel Sellier dans la catégorie « Musique d'Ensemble ».